# Roca de Sant Miquel

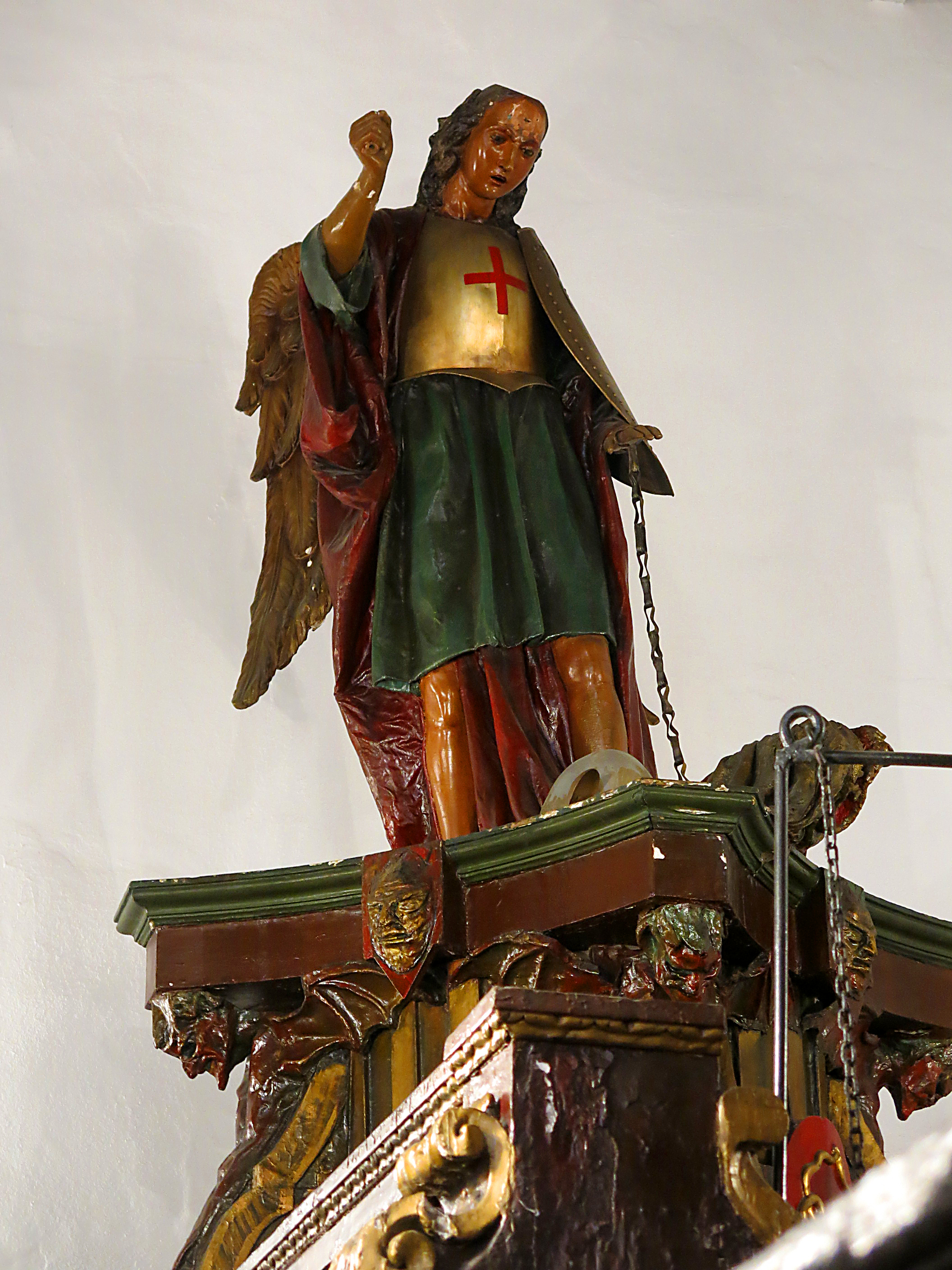
Detall de la figura de Sant Miquel

La Roca de Sant Miquel és una de les roques de les festivitats del Corpus Christi de la ciutat de València.

## Descripció
La figura principal, situada com és usual a les roques a la part del darrere, representa a l'Arcàngel Sant Miquel en actitud de matar al drac. Porta als costats a dues ànimes: una bona a la dreta i una condemnada a l'esquerra. L'image del sant va ser renovada el 1817. L'escut de l'arcàngel porta la inscripció "Q.S.D." (Quis Sicut Deus: Qui com Deu?). La decoració dels costats inclou pintures al·lusives a Sant Miquel i elements representatius: espases, alfanges, banderes, creus, balances...
La figura original del drac va ser en algun moment de la història de la peça reemplaçada per una de pasta de cartró. Arran la riuada de 1957 va ser substituïda per una de fusta.
Al davant de la roca figura una imatge de Sant Elies i una de Júpiter amb una àguila.

## Història
La data de construcció més acceptada és 1528, tot i que també es mencionen 1525 i 1535. El nom original de la roca era Roca del Juí Final, canviant-se en 1542 a Sant Miquel. El motiu de dedicar-la a l'arcàngel va ser que en el dia de Sant Miquel (29 de setembre) de 1238 es va produir la rendició de la ciutat de València al rei Jaume I.
La història de la seua conservació és força semblant a la de altres roques anteriors a 1960. Sotmesa a una renovació el 1867 amb motiu del segon centenari de la Mare de Déu dels Desemparats, va patir la riuada de 1897, que va comportar una rehabilitació. La instal·lació dels cables del tramvia elèctric va fer que fora reduïda en alçada, i novament la gran riuada de 1957 la danyà. La restauració va acabar en 1959.
Aquesta roca portava una dansa d'infidels o mahometans, popularment coneguda com "danseta dels indios".